# Saissy Amadé
Saissy Amadé (Cannes (Franciaország), 1844. június 11. – Párizs, 1901. április 2.) a Kisfaludy Társaság levelezőtagja, a budapesti egyetem magántanára.

## Életútja
A gimnáziumot Lyonban, felsőbb tanulmányait a párizsi Sorbonneban és a Collège de France-ban végezte; azután hírlapírással foglalkozott, az Echo de Paris, a Mot d'Ordre és Journal hirlapoknál. 1870-71-ben a német-francia háborúban fegyvert fogott és mint önkéntes harcolt hazájáért. Atyja, ki az ő vagyonát ís kezelte, tönkre jutván, a vagyontalan Saissy elhagyta hazáját és külföldön keresett munkakört és megélhetést. Előbb Olaszországban és Svájcban tartózkodott, majd 1874-ben Magyarországra ment és itt mint a francia nyelv és irodalom tanítója és mint francia hírlapíró és a magyar és francia irodalomnak mindkét irányban buzgó közvetítője nagy méltánylásban részesült. A művelt magyar közönségnek nyilvános felolvasásokat is tartott francia nyelven nemzete irodalmáról és 1887-ben a budapesti egyetem bölcseleti karán a francia nyelv és irodalom oktatója lett. 1880-tól 1884-ig a Gazette de Hongrie című lapnak szerkesztője, majd lapvezére volt. 1888-ban visszatért Párizsba, ahol két évig a Párisi Magyar Értesítőt szerkesztette. Ugyanott szerkesztője lett a Paris Nouvelle kőnyomatos értesítőnek, a Mot d'Ordre tekintélyes politikai napilapnak pedig főmunkatársa. Az 1896. évi ezredéves kiállítás alkalmával, mint a francia kormány kiküldötte, ismét huzamosabb időt töltött Budapesten. A magyar szépirodalmat nem csupán alapos cikkekben ismertette, hanem egyes művek franciára fordításával is. Így Arany János, Petőfi Sándor, Gyulai Pál, Szász Károly, Greguss Ágost és gr. Zichy Géza költeményeiből több jelent meg francia nyelven Saissy fordításában. A Kisfaludy Társaság 1879-ben választotta levelező tagjává.